# Tomoko Hagiwara
Tomoko Hagiwara (萩原 智子) (Osaka, 13 d'abril de 1980) és una nedadora japonesa retirada d'esquena, papallona i estils.
L'any 1998 va prendre part en els Jocs Asiàtics a Bangkok, en els quals va obtenir la medalla d'or en els 100 i 200 metres esquena, així com en els relleus 4x100.
És coneguda per la seva participació a la Universíada de 1999 que es va celebrar a Palma, en la qual va obtenir l'or en els 100 metres esquena, papallona i estils, així com la plata en els 200 metres esquena. També va competir dues vegades a Sasuke a la 28a i 29a edicions. En els Jocs Panpacífics del mateix any, a Sydney, va aconseguir la medalla de plata en els 200 metres esquena.
Va representar el seu país natal als Jocs Olímpics d'Estiu de 2000 a Sydney, va quedar en quarta posició en els 200 metres esquena i en vuitena en els 200 metres estils.
El 2008 ostentava el rècord nacional dels 200 metres estils amb una marca de 2,12”84.